# Lago Inle

O lago Inle (birmanês: အင်းလေးကန်) é um lago de água doce situado nas montanhas do Estado Shan, no leste de Mianmar (Birmânia).

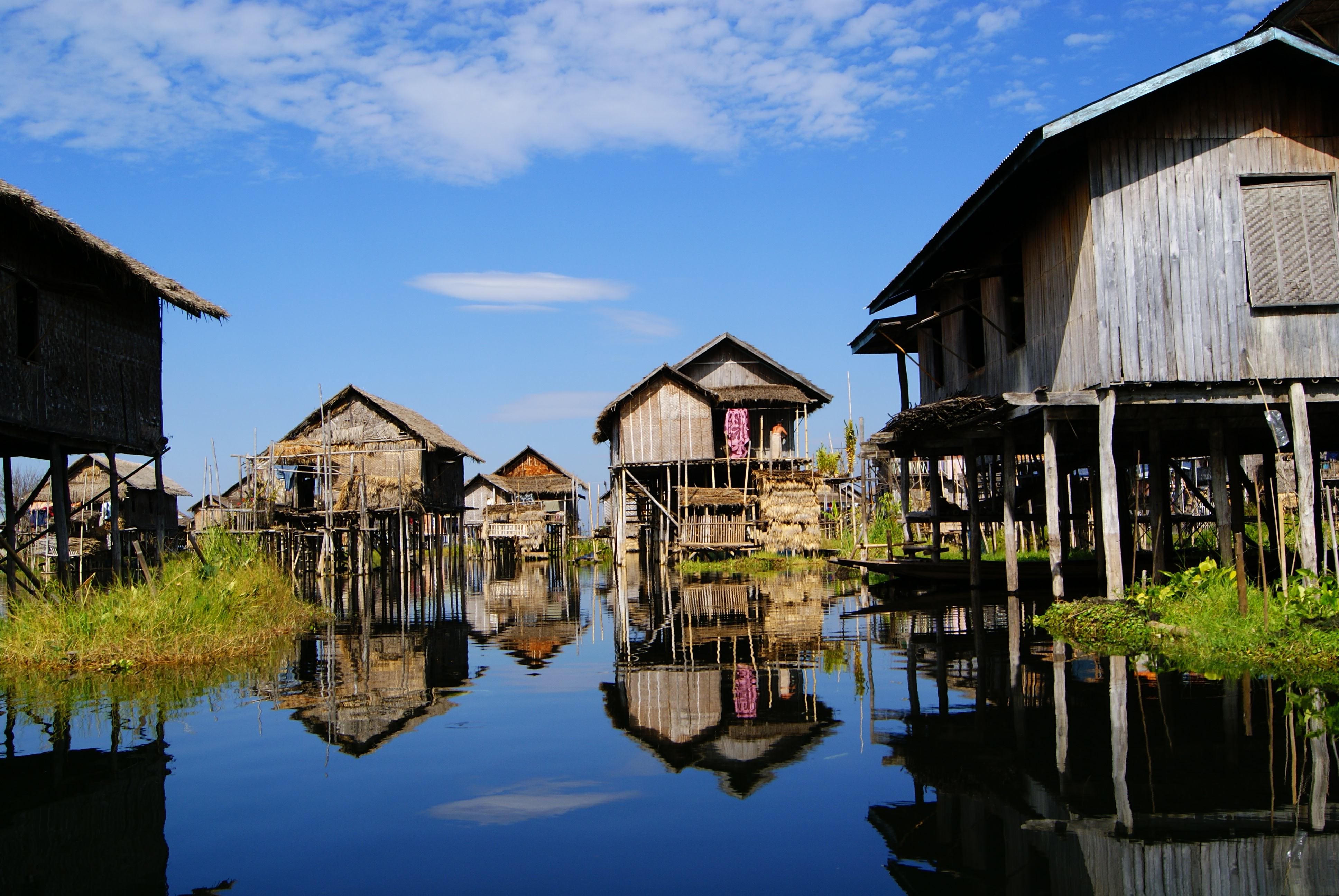
Aldeia de Yawnghwe.

Com uma área estimada em 116 km² e 100 km de comprimento por apenas 5 km de largura, é o segundo lago em área e um dos mais altos (está a 884 m de altitude) de Mianmar, constituindo um dos seus principais destinos turísticos. A sua profundidade média varia entre os 1,50 m na estação seca (3,60 m de máximo) e os mais de 4 m na estação das chuvas. O ecossistema do lago contém numerosas espécies próprias, entre elas mais de 20 espécies de gastrópodes e 9 tipos de peixes. Algumas destas espécies, como o Sawbwa resplendens, o Microrasbora erythromicron e o Inlecypris auropurpurea, encontram-se espalhadas pelo mundo em aquários domésticos.

Nas suas margens há mais de 200 cidades e aldeias, maioritariamente povoadas pelos Intha (filhos do lago). A cidade mais povoada da região é Nyaung Swhe (Yawnghwe), que tem um canal de 4 m de profundidade até ao lago (canal de Nankand).

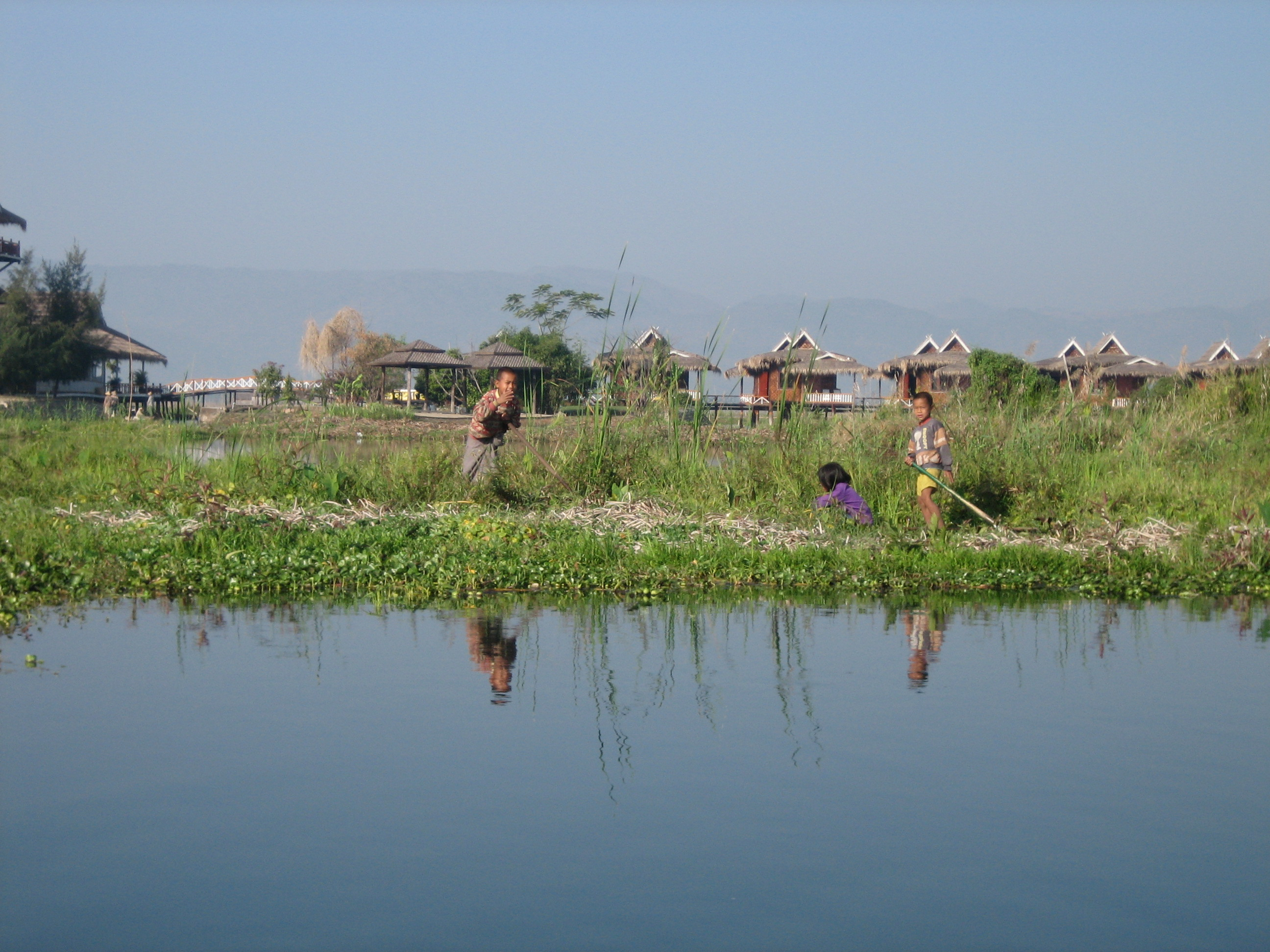
Cultivo nas margens do Inle.

O lago Inle é aproveitado e cultivado, e as suas águas formam canais entre as zonas de cultivo. São famosos os jardins do lago e as casas flutuantes. Há também um mercado flutuante.
Numa das margens do lago há um pagode de Phaung Daw U, um dos três principais do país, construído no século XVIII e que contém imagens de Buda do século XII.
O lago converteu-se num dos principais destinos turísticos de Mianmar, fechando um circuito composto pelas cidades de Rangum, Bagan e Mandalay.